# Clusia uniflora
Clusia uniflora är en tvåhjärtbladig växtart som beskrevs av Cyrus Longworth Lundell. Clusia uniflora ingår i släktet Clusia och familjen Clusiaceae. Inga underarter finns listade i Catalogue of Life.